# 阿庇乌斯·克劳狄·克拉苏

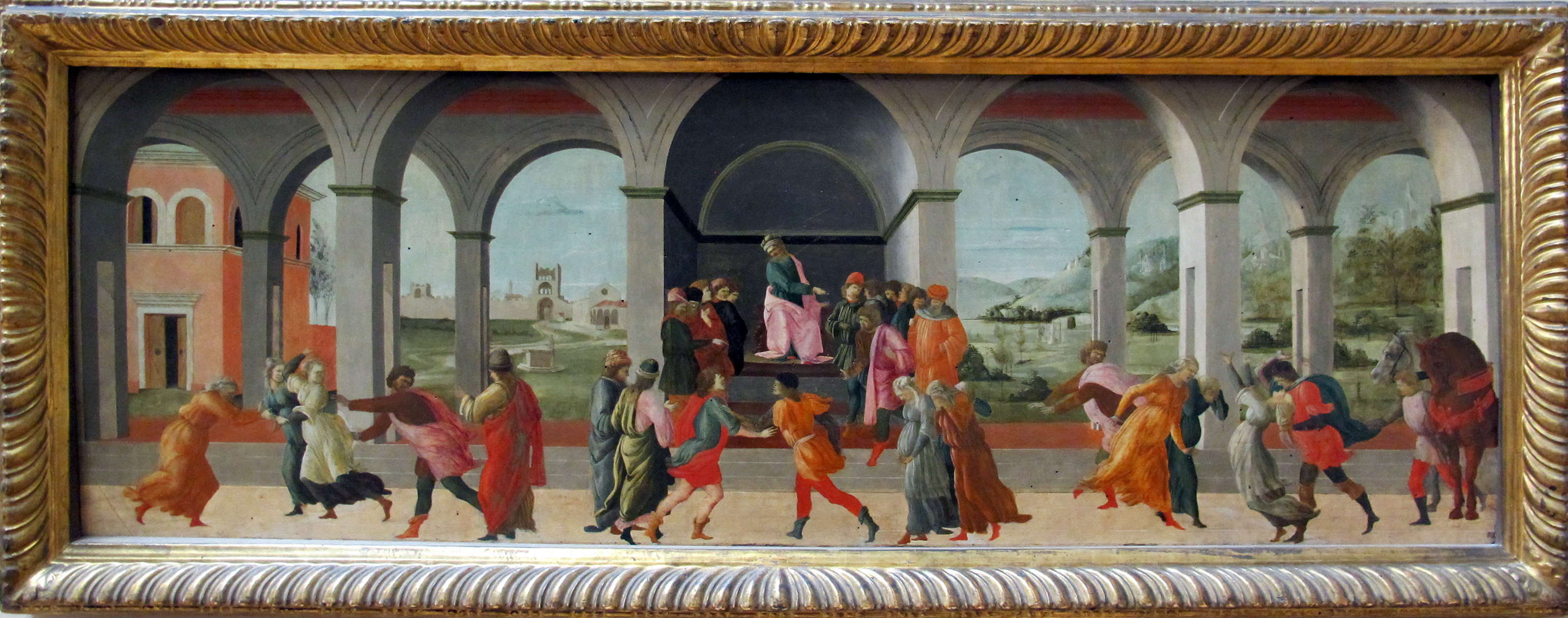
阿庇乌斯·克劳狄·克拉苏·伊恩雷吉尔雷恩西斯·萨比努斯

阿庇乌斯·克劳狄·克拉苏·伊恩雷吉尔雷恩西斯·萨比努斯（Appius Claudius Crassus Inregillensis Sabinus，—前448年），古罗马政治家，前451年~前449年统治罗马并负责立法的十人委员会之一。
阿庇乌斯·克劳狄·克拉苏是古罗马著名贵族氏族克劳狄氏族的成员。他于前471年第一次成为执政官。前451年克劳狄再次当选为执政官；当时罗马正处于一个非常时期：由于贵族和平民在长期的斗争之后已疲惫不堪，双方达成妥协，决定组成一个十人委员会进行立法并掌握最高权力。时任执政官的克劳狄理所当然地成为这个机构的领导者。按照古罗马史学家李维的描述，克劳狄是十人委员会中最有权威的人物之一。尽管出身于贵族，但克劳狄支持平民的立法要求，并同意让平民出身的人也有机会担当公职。前450年再次组成十人委员会时，克劳狄仍是其中的核心人物。这届十人委员会制订出了著名的《十二铜表法》。但是，随着时间推移，这个委员会变得越来越像是一个专制机构；可能正是克劳狄本人对权力的渴求和卑劣欲望，导致了它在前449年的垮台。根据模糊而不可证实的传说，阿庇乌斯·克劳狄企图霸占一个平民出身的姑娘维尔吉尼娅，按当时纯朴的民风这是不可容忍的。这件事引起了反对十人委员会的暴动，克劳狄在混乱中被杀死或自杀。

## 资料来源
- 苏联历史百科全书·人物卷，1961~1973

| 前任： 卢基乌斯·皮纳里乌斯·马梅尔基努斯·鲁弗斯 & 普布利乌斯·弗里乌斯·梅杜利努斯·弗苏斯 | 罗马执政官 前471年 与提图斯·昆克蒂乌斯·卡皮托利努斯·巴尔巴图斯共职 | 繼任： 卢基乌斯·瓦莱里乌斯·波蒂图斯 & 提贝里乌斯·埃米利乌斯·马梅尔基努斯 |
| 前任： 提图斯·梅内尼乌斯·拉纳图斯 & 普布利乌斯·塞斯蒂乌斯·卡皮托利努斯·瓦蒂卡努斯      | 罗马执政官 前451年 与提图斯·格努基乌斯·奥古里努斯共职              | 繼任： 卢基乌斯·瓦莱里乌斯·波蒂图斯 & 马尔库斯·霍拉蒂乌斯·巴尔巴图斯     |